# Институт хирургии и трансплантологии имени А. А. Шалимова НАМН Украины
Национальный Научный Центр хирургии и трансплантологии им. А.А. Шалимова — государственное медицинское учреждение Украины; полное название: «Государственное учреждение „Национальный Научный Центр хирургии и трансплантологии имени А. А. Шалимова Академии медицинских наук Украины“» (укр. Державна установа «Національний Науковий Центр хірургії та трансплантології імені О.О. Шалімова АМН України»).

## История
Институт существует с 1972 года, когда Постановлением Совета Министров УССР на базе 6-й больницы Киева был основан Киевский НИИ клинической и экспериментальной хирургии Минздрвава Украины.
В 1993 году институт был включён в научные учреждения Академии медицинских наук Украины (АМНУ).
В 2000 году, решением Президиума АМНУ был реорганизован в Институт хирургии и трансплантологии.
В декабре 2006 года, постановлением Кабинета Министров Украины Институту было присвоено имя А. А. Шалимова, а в июле 2007 года — указом Президента Украины ему придан статус «национального».

## Деятельность
Основные направления научных исследований Института:
- Совершенствование методов диагностики, разработка и внедрение новых технологий оказания хирургической помощи при патологии органов пищеварения (пищевода, желудка, кишечника, печёнки, желчных путей, поджелудочной железы) и сердечно-сосудистой системы (сердца, аорты и её веток, периферических артерий, венозных сосудов);
- Изучение особенностей функционирования трансплантированных органов (почки, печёнка, сердце, поджелудочная железа) и патогенеза реакций их отторжения. Разработка новых, более эффективных технологий трансплантации органов;
- Исследование особенностей функционирования аутотрансплантатов сложных комплексов тканей и разработка методов повышения частоты их приживаемости и эффективной функциональной адаптации;
- Разработка новых методик миниинвазивных оперативных вмешательств (эндоваскулярных, видеоскопических, эндоскопических, подкожных, под рентген- и ультразвуковым контролем), определения показаний к ним, оценка клинической и экономической эффективности внедрения их в практику здравоохранения;
- Обоснование, разработка и внедрение альтернативных (бесшовных) методов соединения биологических тканей, а также аппаратов и устройств для их выполнения;
- Разработка хирургического инструментария и хирургических материалов;
- Исследование патогенеза послеоперационных осложнений (гнойно-септических, тромбоэмболических и пр.), разработка эффективных технологий их профилактики и лечения;

Клиническая деятельность Института в полной мере отвечает требованиям к современной хирургии. В Институте функционируют 14 научно-исследовательских и клинических отделов (с общим кол-вом 460 больничных коек), а также 18 операционных залов, оборудованных самой современной хирургической и анестезиологической техникой. Кроме этого, структура Института включает в себя 8 научно-исследовательских и 6 клинических подразделений, а также инженерно-хозяйственные службы.
Ежегодно в клинике Института выполняется свыше 7 тысяч сложных реконструктивных высокотехнологичных хирургических вмешательств (за 35 лет их выполнено около 240 тыс.), а в поликлинике предоставляется консультативно-диагностическая помощь свыше 25 тысячам граждан Украины. При этом результаты хирургического лечения пациентов отвечают уровню лучших медицинских центров мира (количество послеоперационных осложнений — 2,7 %, летальность — 1,5 %). Так же, специалистами Института ежегодно выполняется около 300 оперативных вмешательств в других лечебных учреждениях Украины (на выездах — по заданиям отдела экстренной консультативной помощи МОЗ Украины).
В клинике Института впервые на Украине выполнены:
- трансплантация сердца (2001 г.);
- трансплантация печени от живого семейного донора (2001 г.);
- трансплантация костной ткани (2004 г.);
- одновременная трансплантация поджелудочной железы и почки от живого семейного донора (2005 г. — впервые среди стран СНГ).

Свыше 650 научных разработок Института защищены патентами и внедрены в медицинскую практику. Технология электросварки живых мягких тканей, разработанная ведущими специалистами НИХТ совместно с сотрудниками Института электросварки им. Е. О. Патона НАН Украины, не имеет аналогов в мире. Результаты научных исследований Института послужили материалом для защиты 208-ми кандидатских и докторских диссертаций, а также для написания свыше 6 тысяч научных статей и 104 монографий, при этом 15 научных разработок были отмечены Государственными премиями Украины и СССР. На сегодняшний день, более 30-ти бывших сотрудников Института хирургии и трансплантологии возглавляют кафедры и другие медицинские научно-исследовательские учреждения.
Институт ведёт активное сотрудничество с 28 организациями и ведомствами Украины, а также с 17-ю зарубежными медицинскими центрами Германии, Польши, Венгрии, Австрии, Италии, Японии и США.
С последними разработками и технологиями предоставления современной хирургической помощи, на базе Института ознакомлено свыше 7500 специалистов других лечебных заведений Украины. В Институте ежегодно проводится значительное количество медицинских симпозиумов, форумов и профильных конференций.
На базе Института функционируют:
- Проблемная комиссия «Хирургия».
- Специализированный учёный совет Д 26.561.01 по защите диссертаций на получение научной степени доктора (кандидата) медицинских наук по специальностям: 14.01.03 — «Хирургия» и 14.01.08 — «Трансплантология и искусственные органы».
- кафедра торако-абдоминальной хирургии Государственной медицинской академии последипломного образования им. П. Л. Шупика.
- Редакции профильных журналов «Клиническая хирургия», «Трансплантология».
- Ассоциация хирургов Украины.
- Ассоциация сосудистых хирургов Украины.
- Ассоциация трансплантологии Украины.
- Ассоциация эндоваскулярной хирургии и интервенционной радиологии Украины.
- Ассоциация бариатрической хирургии Украины.

### Персонал
Всего в институте работает 1055 сотрудников, в том числе врачей и научных сотрудников — 245, из них ученую степень доктора наук имеют — 24, кандидата наук — 55.
Ученое звание профессора имеют 10 специалистов, старшего научного сотрудника — 22; заслуженных деятелей науки и техники — 8, заслуженных врачей Украины — 17.

### Руководители
Директор института — профессор Александр Юрьевич Усенко.

## Адрес и телефоны
- 03126, Україна, м. Київ, вул. Олександра Шалімова 30.
- Рецепция, справка:  тел.:  +38044-408-18-00, +38093-700-56-04